# Juprelle
Juprelle (in vallone Djouprele) è un comune belga di 8 492 abitanti, situato nella provincia vallona di Liegi.